# Underrail
Underrail је инди видео игра жанра видео-игра улоге из 2015. године, избачена од стране Stygian Software за Windows рачунаре. Прва верзија игре је избачена 2012 године као early access. Игрица такође има експанзију "Underrail: Expedition" а наставак игре, "Underrail: Infusion", је у развоју.

## Игра
Underrail је потезна видео игра смештена у Пост-Апокалиптичном сценарију, где главни фокус игре борба и истраживање подземља и метро станица. Играч контролише једног карактера кога може прилагодити по свом укусу и изгради преко интеракција у свету игре. Правила игре су инспирисана "SPECIAL" системом који се може наћи у серији видео игара Fallout  и неким друштвеним играма. У питању је више-класном нивоу система изграде карактера где у зависности од унетих почетних вештина и способности зависи начин играња датог карактера. Играч може научити нове или изоштри старе вештине. Начин борбе подсећа на старије Fallout игрице где играч има ограничене акционе поене које може потрошити померанјем, нападанјем противника или неком другом акцијом.

## Заплет

### Радња
Игра је смештена у далекој будућности где је површина Земље ненасељива, људи живе у мрежи метро станица Underrail-а, где се различите партије насилно боре да преживе у подземљу. Ван насељеног дела подземља је преплављен са мутираном фоном и фауном или другим хазарним препрекама.

### Прича
На почетку игре, играч преузима улогу новог члана једне од станица на рубу Underrail-а. Играч нема предпричу свог карактера што омогућава да га развије по жељи. Прича се развија преко акција играча. Играч може завршити сваку мисију на више начина са различитим завршетцима који ефектују свет око њега.

## Развој и издање
Развијање погона игре за Underrail је почело крајем 2008. Игра је у константом развоју још од ране 2009. године, у алфа и ранијим верзијама игрица је такође била позната као и Timelapse Vertigo. Пре изласка на тржиште за Windows рачунаре, програмирање, дизајн, писање приче као, графички модели карактера и насловни екран игре су направљени од стране Дејана Радишића. Крајем 2013 године, тиму Stygian Software се прикључују Марио Товирац и ,неколико месеци касније, Стефан Чуповић. После изласка демо верзије 2012 године, нове верзије Underrail-а се избацују на сваких 3 до 4 месеца. Први трејлер за Underrail је објављен 11. марта 2013. године, приказујући снимке игре у алфа верзији. Преко донација и продаја early access-а обезбедило се даље развијање игре. Музика и графика карактера је направљена од стране самосталних артиста а звукови у игрици су royalty-free.
22. августа 2012, демо верзија Underrail-а је избачена на IndieDB. 24. септембра 2013. афла верзија је изашла као early access на Steam-u. Игрица је изашла из early access-а 18. децембра 2018. године, а експанзија Underrail: Expedition је изашла 22. јула 2019. године, уз њу играч може истражити нову локацију са причом која иде паралено уз главну.